# 중대전술기지
중대전술기지(Company Tactical Base)는 베트남 전쟁 당시 주월한국군사령관 채명신 장군에 의해 고안된 화력 지원 기지(Fire Support Base)이다

## 개요
전쟁기념관의 공식 설명에 의하면 다음과 같다.
국군은 베트남 전에서 기본 전술 단위 부대인 대대보다 작은 중대 단위로 진지를 구축하는 중대전술기지 개념을 발전시켰다. 6.25 전쟁 기간 동안 국군 최초의 유격 부대인 백골병단을 지휘하며 풍부한 게릴라전 경험을 쌓은 채명신 장군은 게릴라전에서는 중대 단위 작전 수행이 가장 효과적이라는 사실을 간파하고 세부적인 기지 설계안을 마련하였다. 지름 150~300m 크기의 원형 구조 중심에는 관망대와 헬기장이 배치되었고, 외곽에는 철조망을 설치하였다. 철조망 안쪽에는 산병호와 공용화기 진지를 구축하였고, 이들은 교통호를 통해 거미줄처럼 연결되어 있었다. 철조망 바깥쪽에는 지뢰 지대가 설치되어 있었다. 이러한 구조의 중대전술기지는 사앞뒤 좌우 360도 방향에서 방어가 가능하였다. 중대전술기지는 최소 3일 분량의 식량과 탄약을 비축할 수 있었고, 아군 포병의 지원 사정권 안에 진지를 구축해 화력의 보호를 받을 수 있었으므로 적 연대 규모의 공격에도 48시간 이상 버틸 수 있었다.

## 같이 보기
- 화력지원기지